# Scandix stellata
Scandix stellata là một loài thực vật có hoa trong họ Hoa tán. Loài này được Banks & Sol. miêu tả khoa học đầu tiên năm 1794.